# إليزابيث من براونشفايغ-فولفنبوتل، دوقة ساكس ألتنبورغ
إليزابيث من براونشفايغ-فولفنبوتل (بالألمانية: Elisabeth von Braunschweig-Wolfenbüttel) (فولفنبوتل؛ 23 يونيو 1593 - 25 مارس 1650؛ أآلتنبورغ)؛ كانت أميرة براونشفايغ-فولفنبوتل بالميلاد، ومن خلال الزواج دوقة ساكس ألتنبورغ.
هي ابنة هاينريش يوليس، دوق براونشفايغ-فولفنبوتل وإليزابيث ابنة فريدريك الثاني ملك الدنمارك.
تزوجت إليزابيث أولا في 1 يناير 1612 في درسدن من أغسطس ابن كريستيان الأول، ناخب ساكسونيا، ولكن توفي بعد ثلاثة سنوات من الزواج فجأة.
ثم في 1618 تزوجت من يوهان فيليب دوق ساكس-ألتنبورغ، وأنجبت ابنة واحدة إليزابيث تزوجت من ابن عمها وأنجبت العديد من الأبناء.